# Thamnotettix allygidioides
Thamnotettix allygidioides är en insektsart som beskrevs av Rauno E. Linnavuori 1953. Thamnotettix allygidioides ingår i släktet Thamnotettix och familjen dvärgstritar. Inga underarter finns listade i Catalogue of Life.